# تیلور مید
تیلور مید (انگلیسی: Taylor Mead; ۳۱ دسامبر ۱۹۲۴ – ۸ مهٔ ۲۰۱۳) یک هنرپیشه اهل ایالات متحده آمریکا بود.
از فیلم‌ها یا برنامه‌های تلویزیونی که وی در آن نقش داشته است می‌توان به بتمن دراکولا، قهوه و سیگار اشاره کرد.